# Domencíol (curopalata)
Domencíol (en grec: Δομεντζίολος; romanitzat:  Domentziolus) era nebot de l'emperador Romà d'Orient Focas (r. 602-610 ), designat Curopalata i general a Orient durant el regnat del seu oncle. Va ser un dels principals líders militars romans durant les primeres etapes de la guerra romano-sassànida de 602-628. Les seves derrotes van permetre la caiguda de Mesopotàmia i Armènia i la invasió persa d'Anatòlia. L'any 610, Focas va ser destronat per Heracli (r. 610-641), i Domencíol va ser capturat i perdonat, a diferència del seu tiet Comencíol i son pare Domencíol que foren executats.

## Biografia

### Família
El seu parentiu exacte és incert: Focas tenia dos germans ben coneguts, Comencíol i un altre anomenat Domencíol, que es creu que és el pare del jove Domencíol. Poc després de l'ascens de Focas, el jove Domencíol va ser elevat, l'any 603, al títol d'home més gloriós (vir gloriosissimus), patrici i curopalata.
Segons l'hagiografia de Teodor de Siceon, Domencíol estava casat amb una dona anomenada Irene i tenia tres fills. Elizabeth Dawes resumeix la història de la següent manera: "Domencíol, patrici i curopalates, li va demanar a Teodor que el visités a Arcadiana. La seva esposa Irene no podia tenir fills: el sant la va beneir i li va prometre tres fills mascles. Tots els esclaus i esclaves de la casa van ser portats a Teodor per a rebre la seva benedicció. Una esclava havia estat malalt durant molt de temps, preocupat per un dimoni ocult. [Teodor] es va colpejar el pit i el dimoni es va declarar. Llavors el sant la va estirar a terra, li va posar el peu en el coll, va girar els ulls cap a l'est i va resar una oració en silenci. Al final de la seva oració va recitar en veu alta la doxologia de la Santíssima Trinitat. Durant un temps, l'esclava es va quedar en silenci i després es va curar per complet. Més tard Irene va donar a llum a tres fills, com havia profetitzat el sant. La concepció del seu primer fill va ser just després l'oració del sant. L'emperador i el patriarca es van acomiadar de Teodor i aquest va tornar al seu monestir. "Atès que Teodor va morir el 613, l'episodi hauria ocorregut abans d'aquesta data.

### General a l'Est
L'elevació de Focas al tron no va ser reconeguda pel rei sassànida Còsroes II (r. 590-628 ), ni per Narses, el governador romà de la província de Mesopotàmia. Els dos s'havien aliat contra Focas. Narses ja es trobava reunint les seves forces a Edessa mentre esperava els reforços sassànides. El 604, Focas va nomenar a Domencíol magister militum per Orientem i el va enviar contra els perses. Els seus predecessors, Germà i Leonci, havien estat derrotats, el primer mort a la batalla de Constantina i l'últim empresonat per Focas.
Segons la vida de Sant Teodor de Siceon, Domencíol va caure en una emboscada persa, però va aconseguir escapar. El 604/605, va envoltar a Narses i les seves tropes i el va persuadir que es rendís després de garantir la seva seguretat personal. No obstant això, Focas va executar a Narses cremant-lo viu. Aproximadament al mateix temps, Dara, una important ciutat romana a Mesopotàmia, va caure en mans dels perses. Això va animar a Còsroes a, en comptes de simplement atacar les províncies romanes, intentar conquistar-les. El 607, va llançar invasions simultànies a Mesopotàmia i Armènia.
Amb les forces romanes al front persa debilitades pels conflictes anteriors, Domencíol no va poder oposar-se a les incursions sassànides durant l'any 605, ja que no tenia possibilitats de rebre reforços. Focas havia conclòs tractats de pau amb els llombards i els àvars en un intent per assegurar el control de les províncies de la Península itàlica i els Balcans. Un cop firmats aquests tractats, l'emperador va retirar la major part de les seves forces militars dels Balcans i les va enviar al front persa. Però aquesta decisió va resultar ser un greu error i l'imperi va haver de fer front a una gran invasió eslava, que va arribar a posar Tessalònica en risc.
Mentrestant una força persa, comandada per Sarbar, va aconseguir assegurar el control d'Amida, Domencíol va concentrar els seus esforços contra Sainus, un altre oficial persa, però va ser severament derrotat vora Teodosiòpolis i els perses van aconseguir recuperar la major part d'Armènia, que havia estat cedida als romans el 591. El 608, Sharvaraz i Sainus van continuar els seus respectius esforços per a conquistar Mesopotàmia i Armènia. Van tenir èxit en la seva empresa ràpidament i, ja al 609, el domini sassànida de Mesopotàmia i Armènia era gairebé complet. Sainus va liderar una invasió de la Capadòcia. Les forces de Domencíol van ser evitades pels perses, i va ser un altre parent de Foques, Sergi, possiblement el magister militum per Armeniam, qui va intentar enfrontar-se als invasors i va acabar mort en combat. Sainus tot seguit va capturar Cesarea, la principal ciutat de la zona, i les seves forces van poder llançar incursions "fins a Calcedònia" a la Bitinia, just als afores de Constantinoble.

### Caiguda del règim
Mentrestant, a Focas se li va obrir un altre front. L'Exarcat d'Àfrica, governat per Heracli el Vell, es va revoltar. La situació als anys 609-610 s'estava tornant desesperada per a Focas i tots els seus lleials. Les seves defenses contra els sassànides havien fallat: hi havia forces perses a les províncies de Mesopotàmia, Armènia, Síria i Anatòlia. Les forces rebels romanes controlavenÀfrica i Egipte. Els eslaus ocupaven el nord de la prefectura pretoriana d'Il·líria. A Tessalònica i a diverses ciutats d'Anatòlia i Síria, els blaus i verds, els dos principals equips de carreres de carros, estaven en conflicte obert. A zones de Síria, els jueus es van rebel·lar i van linxar els cristians. Fins i tot a Constantinoble, les multituds es burlaven de Focas pel seu amor per la beguda.
L'any 610, Sarbar s'acostava a Antioquia, però el front persa, a diferència dels rebels a Àfrica, no era una amenaça immediata. Havent assegurat el control d'Egipte, Heracli va envair Síria i Xipre, al mateix temps que una gran flota comandada pel seu fill, Heracli el Jove, va partir cap a Constantinoble. Els defensors de Sicília, Creta i Tessalònica es van unir a aquest. Els rebels van arribar a Constantinoble a l'octubre del 610 i les úniques forces de què disposava Focas per a defensar la ciutat eren els excubitors i les forces irregulars dels Blaus i Verds. Prisc, el comandant dels excubitors, va triar aquest moment per a revelar la seva lleialtat a Heracli, havent-hi aparentment conspirat en secret durant algun temps. Els Verds també van canviar de bàndol deixant a Comencíol, encarregat de la defensa de Constantinoble a mercè del rival. Heracli el Jove es va convertir en el nou emperador romà i Focas va ser executat, juntament amb diversos dels seus parents i aliats. Domencíol també va ser condemnat a mort, però va ser indultat i alliberat per intercessió de Teodor de Siceon. No se sap res més sobre ell després d'aquest succés.